# یوهن بوسلوویچ
یوهن بوسلوویچ (به اوکراینی: Євген Буслович) (زادهٔ ۲۶ ژانویه ۱۹۷۲ – درگذشتهٔ ۱۵ اکتبر ۲۰۰۷) کشتی‌گیر اهل اوکراین بود که در کشتی آزاد رقابت می‌کرد و در دستهٔ ۵۸ کیلوگرم المپیک ۲۰۰۰ سیدنی به مدال نقره دست یافت.
بوسلوویچ در المپیک ۲۰۰۰ سیدنی با شکست حریفانی مانند عارف عبدالله‌اف و دامیر زاخارتدینوف به فینال رسید اما در فینال مغلوب علیرضا دبیر از ایران شد. او پیش از آن نیز در قهرمانی جهان ۱۹۹۹ با شکست برابر دبیر به مقام ششم رسید.